# Chang Hsin-yun
Chang Hsin-yun (chinesisch 張馨云; * 11. September 1983, vormals bekannt als Chang Li-Ying, chinesisch 張麗瑩) ist eine taiwanische Badmintonspielerin. 

## Karriere
Chang Hsin-yun gewann 2008 die US Open im Damendoppel mit Hung Shih-Chieh. 2010 wurde sie 17. bei der Badminton-Weltmeisterschaft im Doppel mit Chou Chia-Chi. 2011 belegte sie Platz drei im Teamwettbewerb bei der Universiade.

## Sportliche Erfolge
| Saison | Veranstaltung           | Disziplin   | Platz | Name                            |
| ------ | ----------------------- | ----------- | ----- | ------------------------------- |
| 2008   | US Open                 | Damendoppel | 1     | Chang Li-ying / Hung Shih-chieh |
| 2010   | Weltmeisterschaft       | Damendoppel | 17    | Chang Hsin-yun / Chou Chia-chi  |
| 2010   | Kaohsiung International | Mixed       | 2     | Tseng Min-hao / Chang Hsin-yun  |
| 2011   | Universiade             | Team        | 3     | Taiwan                          |